# Le Bas Ségala
Le Bas Ségala is een gemeente in het Franse departement Aveyron in de regio Occitanie die op 1 januari 2016 gevormd is door de fusie van de toenmalige gemeenten La Bastide-l'Évêque, Saint-Salvadou en Vabre-Tizac. De hoofdplaats is La Bastide-l'Évêque en gemeente maakt deel uit van het arrondissement Villefranche-de-Rouergue en het kanton Aveyron et Tarn.

## Geografie

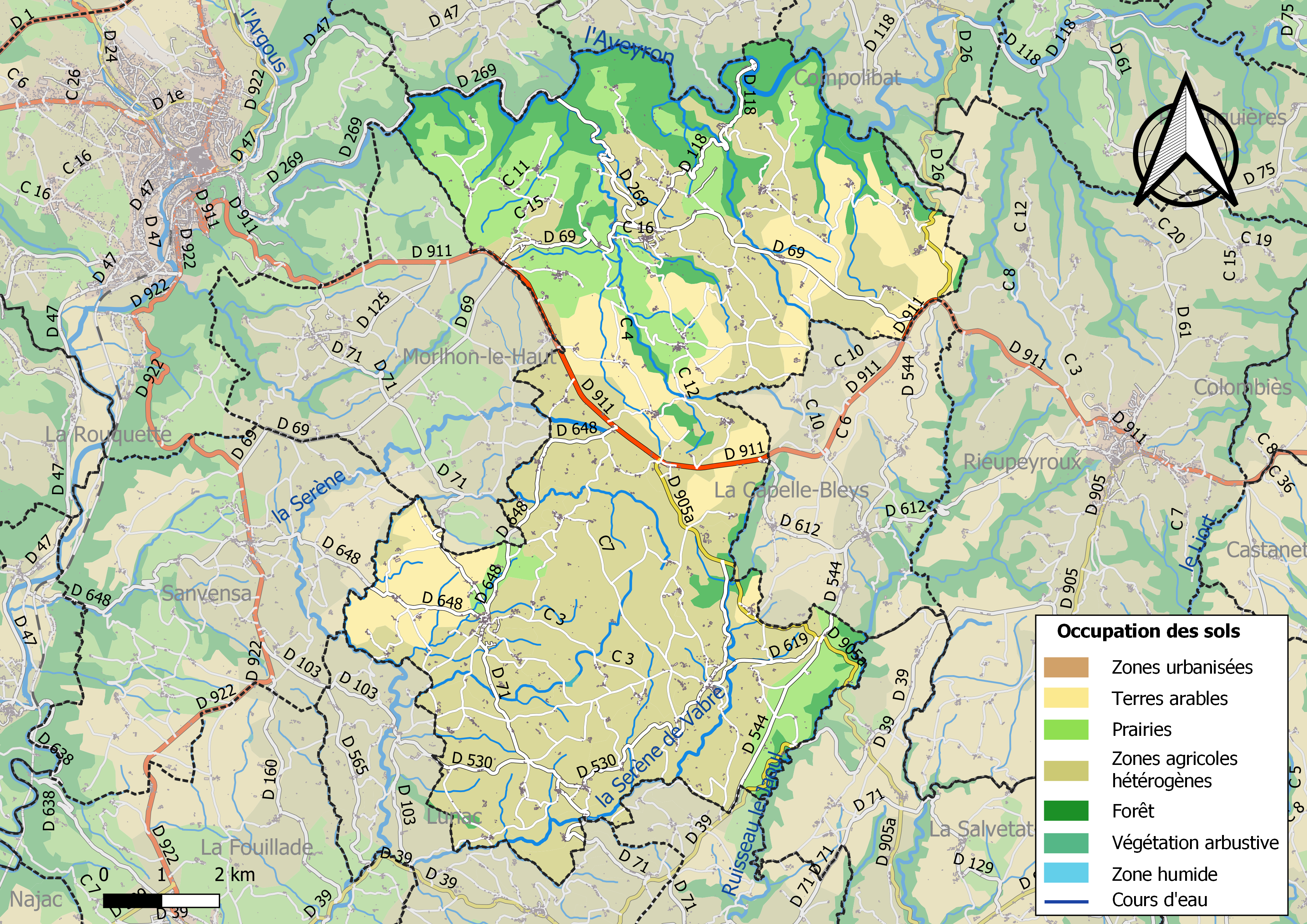
Kaart van de gemeente met de belangrijkste infrastructuur, bodemgebruik en omliggende gemeenten